# Los Pintanos

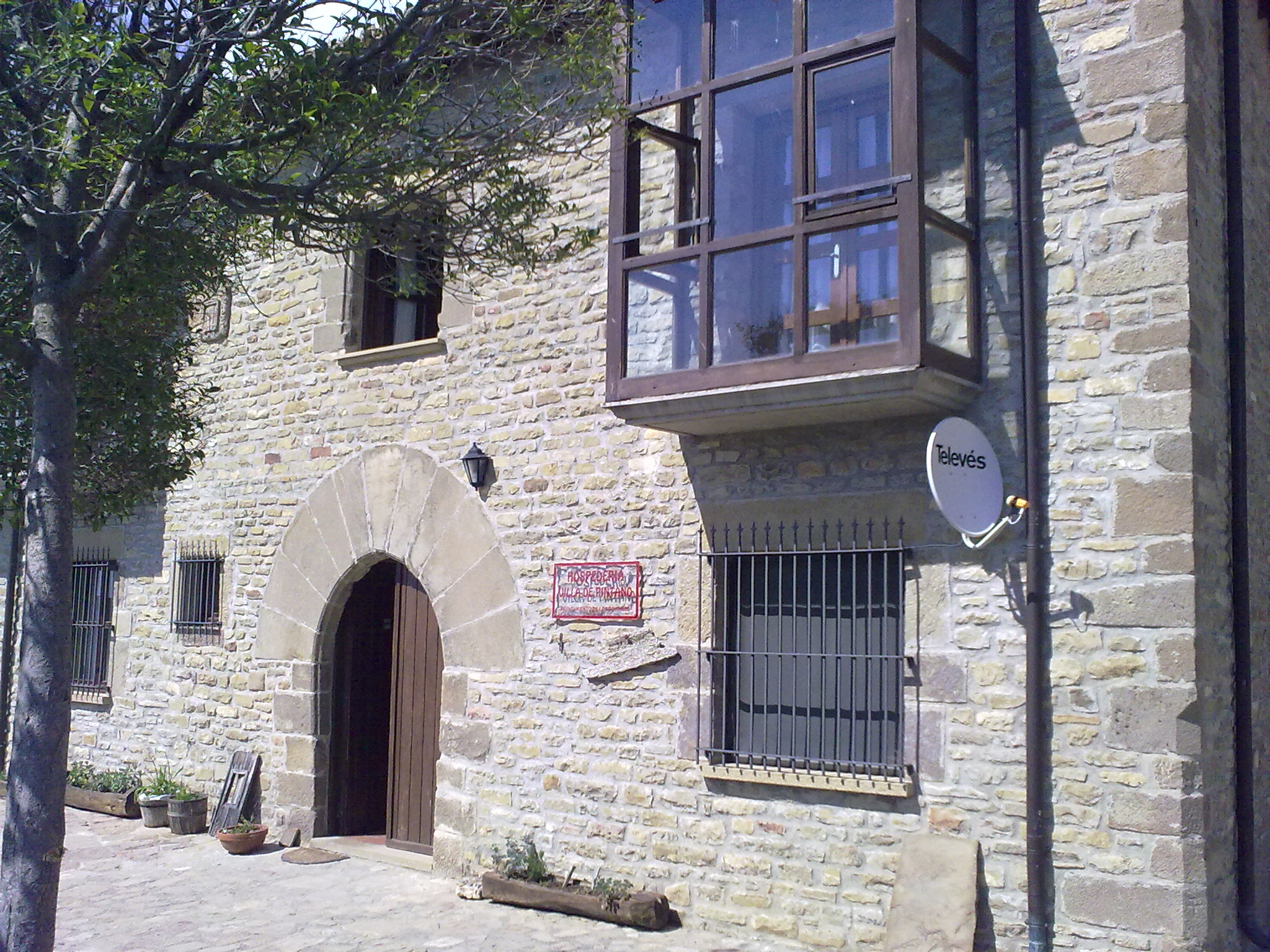
El hostal

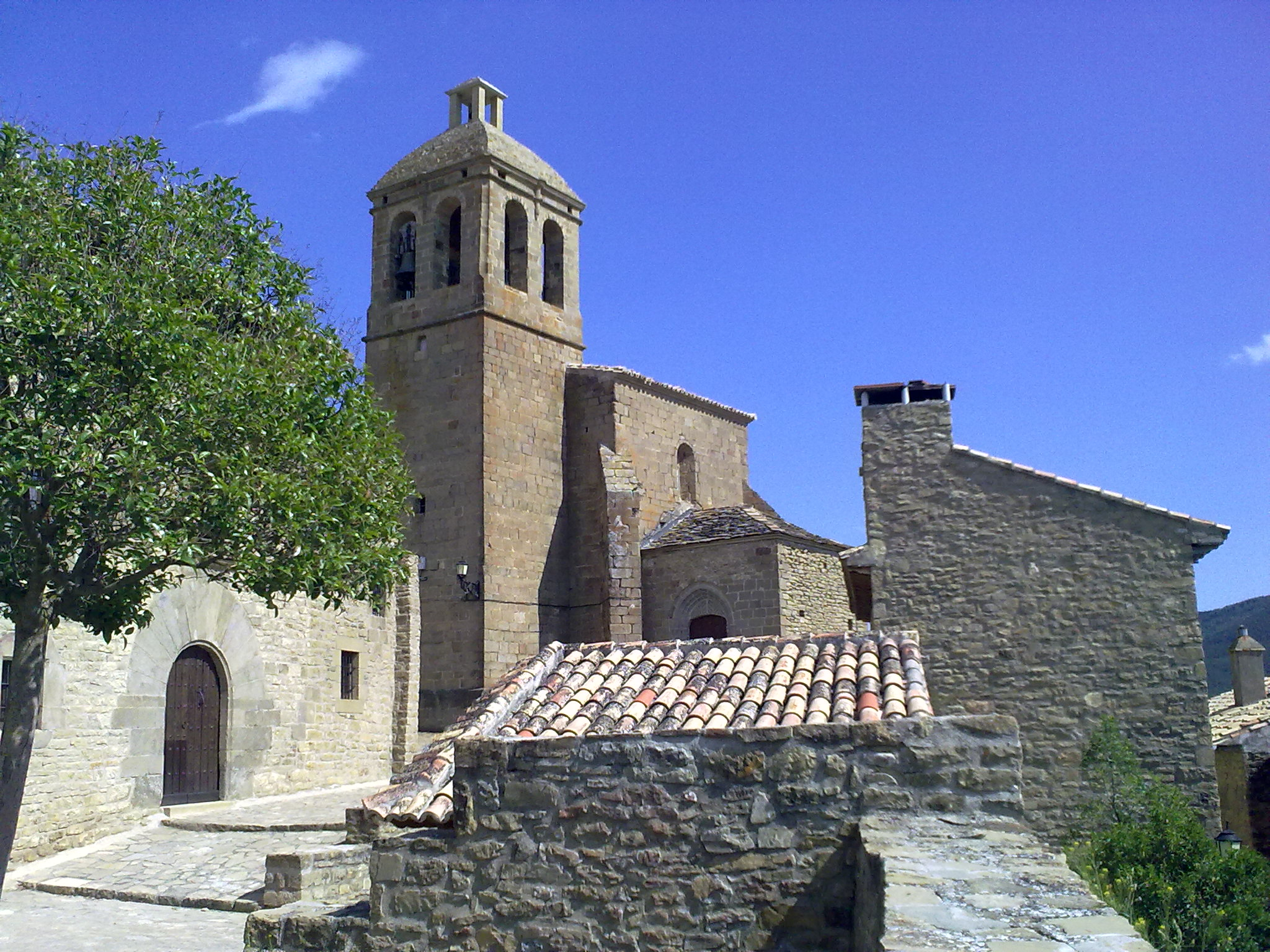
La iglesia

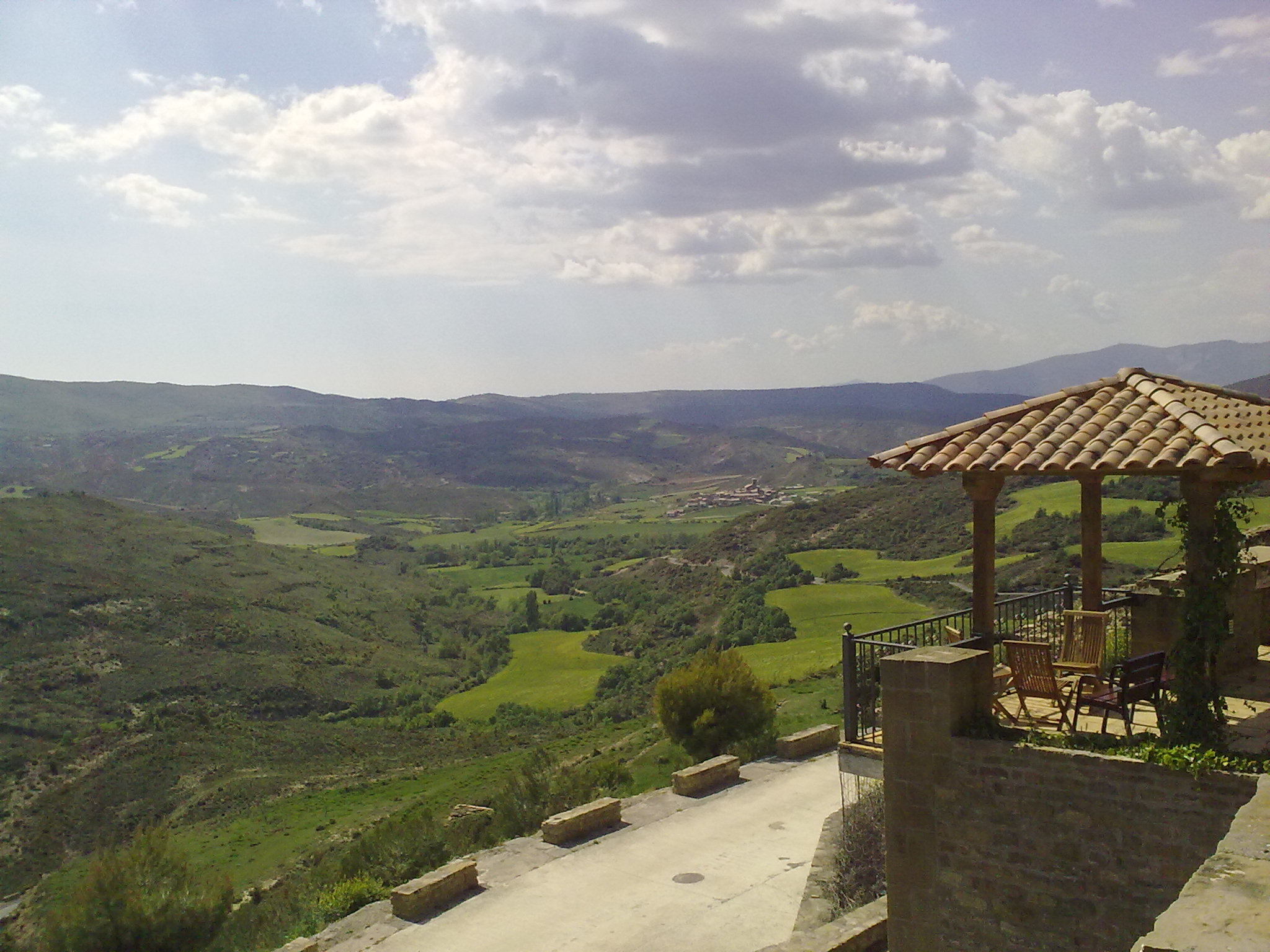
El paisaje desde el Ayuntamiento

Los Pintanos (Os Pintanos en aragonés) es un municipio y población de España, de la Comarca de las Cinco Villas, perteneciente al partido judicial de Ejea de los Caballeros al noroeste de la provincia de Zaragoza, comunidad autónoma de Aragón, a 158 km de Zaragoza. Tiene un área de 79,64 km² con una población de 38 habitantes (INE 2009) y una densidad de 0,48 hab/km². El código postal es 50685.
Desde el punto de vista eclesiástico, pertenece a la diócesis de Jaca, a su vez perteneciente a la archidiócesis de Pamplona.
Es el municipio de toda España que, en su máximo número de habitantes, éste fue el más bajo: nunca ha superado los 115 habitantes que tuvo en 1970

## Geografía
El término municipal de Los Pintanos linda por el norte con los de Sigüés, Artieda y Mianos, los tres pertenecientes a la provincia de Zaragoza y comarca de la Jacetania; por el este con el de Bagüés; por el sur con los de Longás, Lobera de Onsella e Isuerre; y por el oeste con el de Urriés.
Por su término discurre, de este a norte, el río Regal, que desemboca en el río Aragón en el embalse de Yesa, existiendo además diversos barrancos, como el del Porcino (o de Lográn), el de Noguero o el de Puiyó.
El límite norte de su término viene fijado en su mayor parte por las alturas de sierra Nobla (destacan Peña Nobla, de 1076 m de altitud, y Peña Musera, con 990 m); y su límite sur viene igualmente prefijado por la sierra de la Sarda, con altitudes máximas sobre los 1000 m.

## Demografía
Los Pintanos cuenta con una población de 37 habitantes (INE 2024).
| Gráfica de evolución demográfica de Los Pintanos entre 1970 y 2021 |
| |
| Población de derecho según los censos de población del INE Población de hecho según los censos de población del INEEntre el censo de 1970 y el anterior, aparece este municipio porque se fusionan los municipios 50508 (Pintano) y 50514 (Undués Pintano) |

Datos demográficos de Los Pintanos entre 1970 y 2008:

## Administración y política
| Período   | Alcalde                       | Partido |  |
| --------- | ----------------------------- | ------- |  |
| 1979-1983 | Carlos Sola Legarre           | UCD     |  |
| 1983-1987 |                               |         |  |
| 1987-1991 |                               |         |  |
| 1991-1995 |                               |         |  |
| 1995-1999 |                               |         |  |
| 1999-2003 |                               |         |  |
| 2003-2007 |                               |         |  |
| 2007-2011 | Guillermo Miguel Garcés Buesa | PAR     |  |
| 2011-2015 | Guillermo Miguel Garcés Buesa | PAR     |  |
| 2015-2019 | Guillermo Miguel Garcés Buesa | PAR     |  |

| Partido político    | Partido político                                   | 2003   | 2007   | 2011   | 2015   |
| Partido político    | Partido político                                   | Ediles | Ediles | Ediles | Ediles |
|                     | Partido Aragonés (PAR)                             | 1      | 1      | 1      | 2      |
|                     | Partido Popular de Aragón (PP)                     | —      | —      | —      | 1      |
|                     | Partido de los Socialistas de Aragón (PSOE-Aragón) | —      | —      | —      | —      |
| Total de concejales | Total de concejales                                | 1      | 1      | 1      | 3      |

## Cultura

### Patrimonio
- Ermita de San Antón (construida sobre una necrópolis prerromana), enclavada en el centro de la población, rehabilitada como centro de interpretación de la Arqueología.[10][11]
- Ermita de la Virgen de Arguilaré.
- Ermita de Santa María Magdalena.
- Ermita de San Sebastián.

#### Iglesia de Nuestra Señora de la Purificación
Se trata de un edificio gótico construido en sillar a finales del siglo XV, que fue ampliado en el siglo XVI con tres capillas laterales,
dos flanqueando el presbiterio y una tercera en el primer tramo del lado del Evangelio de la nave. La cabecera es poligonal, la nave consta de dos tramos, de los cuales el de los pies aloja un coro alto, y presenta una torre adosada al lado del Evangelio y un atrio a los pies. En época barroca se añadió además otra capilla en el primer tramo del
lado de la Epístola cubierta con cúpula gallonada. Todo el espacio interior se cubre con bóvedas de crucería estrellada, excepto una pequeña capilla que hay tras el retablo
mayor y el atrio que lo hacen con crucería simple. El revestimiento mural fue eliminado en los años 80, dejando la piedra a cara vista con las juntas muy marcadas, lo que ha restado luminosidad al templo, que además cuenta con muy pocos vanos de iluminación.
El atrio presenta en su frente septentrional una portada abierta en arco apuntado de finales del siglo XV, mientras que la de comunicación con el interior de la iglesia es adintelada y pertenece al siglo XVIII.

### Fiestas
- Romería a la ermita de Santa María de Alguiraré, el segundo día de Pascua de Pentecostés.
- Romería a la ermita de Santa María Magdalena, 3 de mayo.
- San Ramón Nonato, alrededor del 31 de agosto (patronales).